# Црква Успења Пресвете Богородице на Старом смедеревском гробљу
44° 39′ 46″ N 20° 55′ 10″ E / 44.66278° С; 20.91944° И
Црква Успења Пресвете Богородице на Старом смедеревском гробљу је споменик културе од великог значаја и налази се на Старом смедеревском гробљу. 
Археолошка ископавања обављена 1982. године показала су да је храм подигнут на месту старије некрополе. С обзиром да нема историјских података који упућују на ктитора и време изградње храма, датовање се врши на основу стилских особености архитектуре у прву половину 15. векa, а зидно сликарство у крај 16. почетак 17. века.

## Архитектура
Црква припада моравској стилској групи једнокуполних цркава основе у облику триконхоса, сажете варијанте уписаног крста. Над укрсницом се уздиже купола на осмостраном тамбуру без кубичног постоља. Олтарска и бочне конхе споља су петостране, са колонетама које носе слепе аркаде, што је мотив који се понавља и на тамбуру куполе. Фасаде су обрађене у алтернацији опеке и камена, уз примену античких сполија. Техника зидања разликује се по зонама, што указује на претпоставку да припадају различитим периодима градње. У лунети изнад западног портала где се приказује патрон није насликано Успење Богородице, већ сцена коју због слабе очуваности није могуће поуздано одредити, што указује на могућност да је временом промењена посвета.
Живопис је изведен у all secco техници вероватно крајем 16. века. У куполи су приказани Христ Пантократор, Небеска литургија и старозаветни пророци. На сводовима и у горњим зонама су Циклус из живота Христовог и Циклус страдања, a испод њих зоне са светитељима. У стандардном програму живописа истиче се илустрација 148. и 149. Псалма у своду нартекса, где је приказано неколико средњовековних музичких инструмената.
Високи иконостас из 19. века замењен је 2010. године ниском олтарском преградом са новим иконама. На старом су се налазиле три иконе Николе Апостоловића из 1808. године, као и апостолски низ и крст са Распећем и медаљонима дар трговца Кузмана Марића из 1827. године.